# Wat ons niet zal doden
Wat ons niet zal doden (originele titel: Det som inte dödar oss) is een boek uit 2015 van de Zweedse schrijver David Lagercrantz en een vervolg op de Millennium-trilogie, een serie misdaadromans van de Zweedse journalist en schrijver Stieg Larsson.

## Verhaal
Het tijdschrift Millennium heeft nieuwe eigenaren gekregen en de inkomsten blijven dalen zodat er acties volgen van de nieuwe investeerders. Omdat Mikael Blomkvist niet echt wil meewerken, dreigt men hem opzij te schuiven. Lisbeth Salander is op zoek naar de erfgenamen van het imperium van haar vader en in het bijzonder naar haar tweelingzus Camilla. Blomkvist heeft een goed verhaal nodig en gaat daarom in op een telefoontje van professor Frans Balder. Maar voordat Blomkvist arriveert, wordt deze vermoord. Enkel de autistische zoon van Balder, die niet kan spreken, was getuige. Wanneer blijkt dat hij wel heel begaafd is en perfect kan tekenen vormt hij ook een bedreiging voor de moordenaar. Ook Salander had contact met de professor en kan net op tijd verhinderen dat diens zoon vermoord wordt. Salander moet op de vlucht en roept de hulp in van Blomkvist. 
Lisbeth geraakt in een gevecht op leven en dood met Camilla, die het misdadige pad van haar vader is gevolgd. Camilla verwijt Lisbeth dat ze uit het ouderlijk huis was gevlucht, waarna Camilla 16 jaar door haar vader als seksslavin is misbruikt. 
"Waarom hielp Lisbeth andere vrouwen wel, maar haar tweelingzus niet?" 
Vervolgens werpt ze zichzelf van een hoge rots, de laptop met geheime nucleaire gegevens aan Lisbeth latend. Aan het eind steekt Lisbeth de verworven gebouwen in de fik.

## Achtergrond
De schrijver Stieg Larsson overleed in 2004 voordat zijn eerste drie romans uitgegeven werden. Hoewel nog een onvoltooid vierde boek en de synopsis van boek 5 en 6 gevonden werden, is dit vervolgverhaal op geen enkele van deze manuscripten gebaseerd. Het vierde boek kwam er tien jaar na de oorspronkelijke trilogie, op aanvraag van Stieg’s erfgenamen, zijn vader en broer.

## Verfilming
In 2018 verscheen een verfilming met de gelijknamige Engelse titel van het boek: The Girl in the Spider's Web met hoofdrollen vertolkt door Claire Foy en Sverrir Gudnason.

## ISBN
- ISBN9789056725341 - gebonden versie
- ISBN9789044973709 - eBook